# Rocklake
Rocklake – miasto w Stanach Zjednoczonych, w stanie Dakota Północna, w hrabstwie Towner.